# Bandai, Fukushima
Bandai (japanska: 磐梯町?, Bandai-machi) är en landskommun i Fukushima prefektur i Japan.